# 祇園梶子
祇園 梶子（ぎおん かじこ、生没年不明）は江戸時代中期の歌人。本名は梶。本姓不明。梶女とも。
梶子は京都祇園の八坂神社近くで茶店を営む店主であった。幼少の頃より、草子や歌物語を好み、特別な師を持たなかったが、歌才に恵まれ、公家の冷泉為村から和歌を贈られるほどであった。
宝永3年（1706年）に歌集『梶の葉』を出版。挿絵は友禅染めで有名な宮崎友禅斎が描いた。和歌を口ずさむ店主がいる珍しい店として、梶子の和歌目当てに訪れた客で茶店は繁盛し、梶子の歌名は、洛中のみならず全国に知られたという。また、町絵師でもあった友禅斎が絵を描いた扇子に、客の頼みで梶子が和歌を書き、客がそれを京都の土産にすることもあったという。
梶子は生涯独身であったが、百合という養女を貰い、茶店を継がせた。百合も養母梶子と同じく歌才に恵まれ、歌集『佐遊李葉』を残している。百合は旗本徳山氏との間に一女・町をもうけており、この町が後に池大雅と結婚し自らも画家として知られる玉瀾である。梶子、百合、町の三人で祇園三女として知られた。